# Brejinho de Nazaré
Brejinho de Nazaré é um município brasileiro do estado do Tocantins. Localiza-se a uma latitude 11º00'00" sul e a uma longitude 48º33'56" oeste, estando a uma altitude de 247 metros. Sua população estimada em 2004 era de 4.407 habitantes e em 2007 de 5.295 e em 2015 de 7.531 
Possui uma área de 1728,9 km².